# Dina Asherová-Smithová
Geraldina „Dina" Rachel Asherová-Smithová (nepřechýleně Asher-Smith; * 4. prosince 1995 Londýn) je britská sprinterka, mistryně Evropy, juniorská mistryně světa i Evropy a držitelka tří národních rekordů.

## Sportovní kariéra
Narodila se jako Geraldina Rachel Asher-Smithová na londýnském předměstí Orpington, závodí za Blackheath and Bromley Harriers Athletic Club. Od roku 2014 studuje historii na King's College London. Získala řadu mládežnických anglických titulů, v roce 2009 běžela 300 m za 39,16 s, což je nejlepší světový výkon mezi třináctiletými. Na Mistrovství Evropy juniorů v atletice 2013 vyhrála závod na 200 m i sprinterskou štafetu. Ve stejném roce byla nejmladší britskou reprezentantkou na MS v atletice, kde byla členkou bronzové štafety (britský tým skončil původně čtvrtý, na třetí místo se posunul po diskvalifikaci Francouzek). Na Mistrovství světa juniorů v atletice 2014 vyhrála běh na 100 metrů; na seniorském mistrovství Evropy v atletice 2014 postoupila do finále, kterého se ale pro zranění nezúčastnila.
Na halovém mistrovství Evropy 2015 skončila druhá na 60 metrů časem 7,08, čímž vyrovnala národní rekord Jeanette Kwakyeové. 25. června 2015 se stala první britskou závodnicí, která běžela stovku pod jedenáct sekund, na mistrovství světa v atletice 2015 postoupila do finále nejrychlejším časem 22,07, což je britský rekord a zároveň historicky nejrychlejší čas zaběhnutý závodnicí v teenagerském věku, celkově skončila pátá. S britskou štafetou na 4 × 100 metrů skončila na šampionátu na čtvrté příčce.
Na halovém mistrovství světa 2016 si zajistila účast ve finále, pak ji ale opět zastavilo zranění. Ve stejné sezóně byla na olympiádě členkou bronzové štafety na 4 × 100 metrů. Stala se také evropskou šampionkou v běhu na 200 metrů, na mistrovství Evropy v Amsterdamu byla rovněž členkou stříbrné britské sprinterské štafety. Stejného štafetového úspěchu dosáhla také na mistrovství světa v roce 2017 v Londýně, kde kromě toho doběhla čtvrtá ve finále běhu na 200 metrů.
V roce 2019 se stala celkovou vítězkou Diamantové ligy v běhu na 100 m.

## Osobní rekordy
- 60 m – 7,03 s, Birmingham, 25. února 2023, NR
- 100 m – 10,83 s, Dauhá, 29. září 2019, NR
- 200 m – 21,88 s, Dauhá, 2. října 2019, NR